# سودان (وحيد قرن أبيض)
سودان (بالإنجليزية: sudan)‏
 هو آخر ذكر وحيد القرن الأبيض الشمالي في العالم.
وفرت الحكومة الكينية حراسة مسلحة لحماية آخر ذكر وحيد القرن إلى جانب رصد كل تحركاته من خلال أحدث الأجهزة المثبتة في منطقته.
وقد نجحت السلطات في حماية سودان وتربيته مع اثنين آخرين من الإناث من نفس فصيلته، حيث قاموا بقطع قرنه لردع الصيادين عن قتله.
ويقول أحد حراس محمية رينجرز التي تحمى وحيد القرن إنهم يخاطرون بحياتهم للمحافظة على حياته خاصة مع ارتفاع الطلب في السوق على العاج وقرون وحيد القرن، مما يجعلهم يواجهون عمليات الصيد الجائر ليلًا ونهارًا.
تم قتل سودان في 19 مارس 2018 ، بعد معاناته من «المضاعفات المرتبطة بالعمر».